# دانيال جي. رولينز
دانيال جي. رولينز هو محامي وسياسي أمريكي، ولد في 18 أكتوبر 1842، وتوفي في 30 أغسطس 1897 بسبب السكري. نشط حزبياً في الحزب الجمهوري.